# Hildoceras

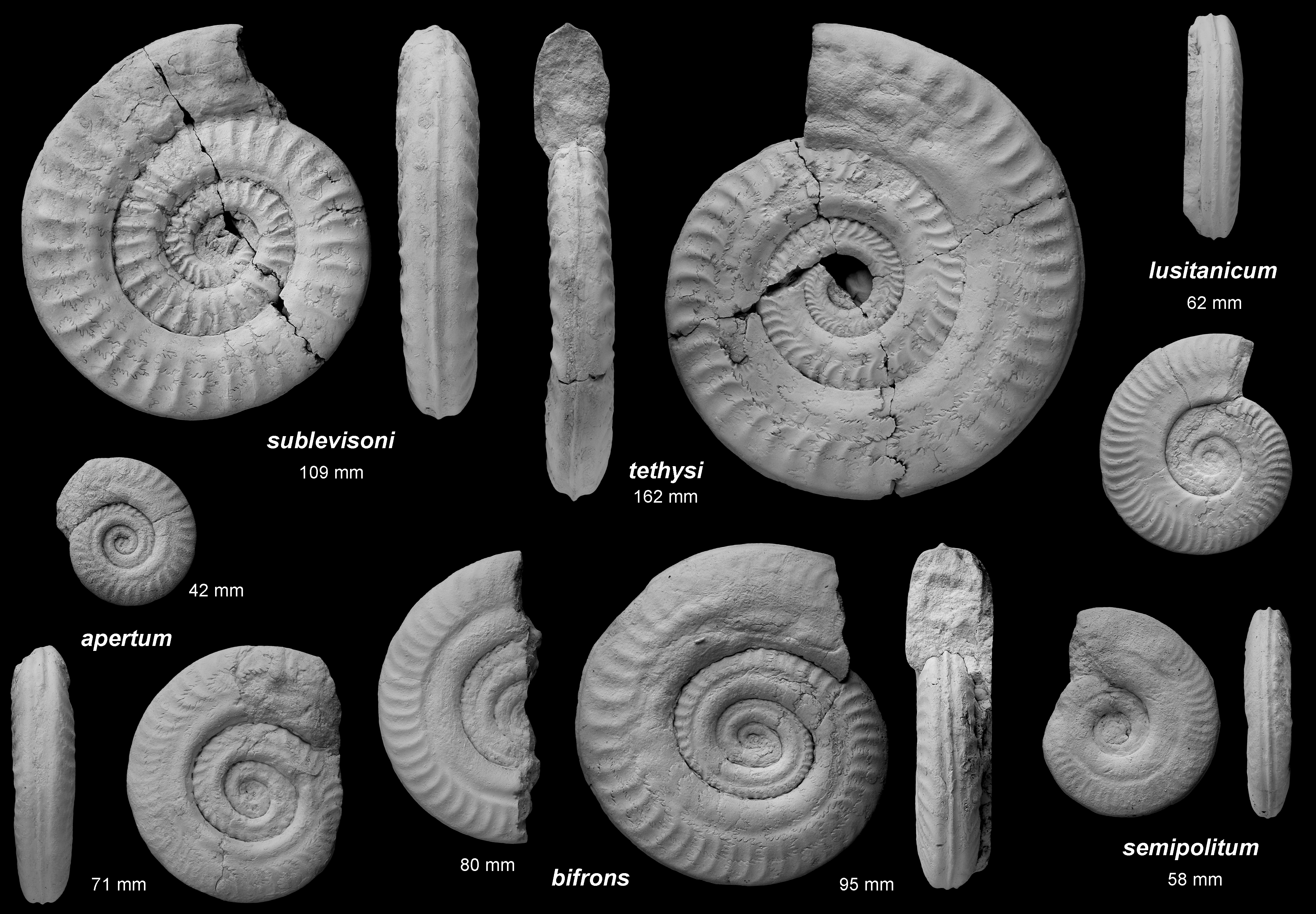
Hildoceras-fajok a Gerecse hegységből. ELTE Őslénytani Tanszék gyűjteménye

A Hildoceras a fejlábúak (Cephalopoda) osztályának fosszilis Ammonitida rendjébe, ezen belül a Hildoceratidae családjába tartozó nem.

## Tudnivalók
A Hildoceras-fajok a kora jura és a középső jura korok határán, a toarci korszak idején éltek, mintegy 182,7–174,1 millió évvel ezelőtt. A toarci emelet ammonitesz-sztratigráfiájában a Bifrons zóna tagolása a gyors evolúciós változást mutató genus különböző fajain alapul. Evolúciós szempontból a Hildaites nem utóda. Közvetlen rokonai a Hildoceratinae alcsaládhoz tartozó, hasonló morfológiájú genusok: Hildaites, Orthildaites, Cingolites, Urkutites. 
Maradványaikat a következő országokban találták meg: Bulgária, az Egyesült Királyság, Franciaország, Irán, Grúzia, Japán, Luxemburg, Magyarország, Montenegró, Németország, Görögország, Olaszország, Spanyolország, Portugália, Szerbia, Tunézia és Ukrajna.
Magyarországon a Bakony és a Gerecse hegység Kisgerecsei Márga rétegeiben, valamint a Mecsek hegységben gyakori ősmaradvány, főleg a Hildoceras sublevisoni, H. lusitanicum és H. bifrons fajok fordulnak elő.

## Rendszerezés
A nembe az alábbi 12 faj tartozik:
- Hildoceras ameuri Rulleau et al., 2001
- Hildoceras apertum Gabilly, 1976
- Hildoceras bastiani Fucini, 1905
- Hildoceras bifrons Bruguiere, 1792
- Hildoceras caterinii Merla, 1933
- Hildoceras crassum Mitzopoulos, 1930
- Hildoceras graecum Renz, 1912
- Hildoceras laticosta Bellini, 1900
- Hildoceras lusitanicum Meister, 1913
- Hildoceras semipolitum Buckman, 1902
- Hildoceras sublevisoni Fucini, 1919
- Hildoceras tethysi Géczy, 1967

## Fordítás
- Ez a szócikk részben vagy egészben  a   Hildoceras című angol Wikipédia-szócikk ezen változatának fordításán alapul.  Az eredeti cikk szerkesztőit annak laptörténete sorolja fel. Ez a jelzés csupán a megfogalmazás eredetét és a szerzői jogokat jelzi, nem szolgál a cikkben szereplő információk forrásmegjelöléseként.